# Stropno
Stropno (kaszb. Jezoro Stropno) – jezioro rynnowe położone na Pojezierzu Bytowskim (powiat bytowski, województwo pomorskie) na terenie gminy Parchowo, na wschód od Bytowa. Stropno zajmuje powierzchnię 40 ha. Miejscowością nadjeziorną jest Jeleńcz. Do 1 września 1939 r. jezioro stanowiło część granicy polsko-niemieckiej.